# The Cramps
A The Cramps amerikai, 1976-tól 2009-ig tevékenykedő punk zenekar volt. A punk rockon kívül jelen voltak még a garázsrock, gothabilly, psychobilly és garázs punk műfajokban is. Minden idők egyik leghíresebb punk-együttesének számítanak, és komoly rajongótáborral rendelkeznek, főleg Amerikában. 1976-ban alakultak meg a kaliforniai Sacramento-ban. Több tag is kilépett a zenekarból karrierjük alatt, mindössze három tag maradt meg: Erick Purkhiser (Lux Interior), Kristy Wallace (Poison Ivy) és Harry Meisenheimer (Harry Drumdini). A jelenlegi és a volt bandatagok mind-mind érdekes művészneveket viseltek. Wallace a Batman-sorozatból kölcsönözte művésznevét, Poison Ivy Batman egyik ellensége. Fennállásuk alatt 9 nagylemezt jelentettek meg. Ezeken kívül még két koncertalbumot és négy válogatáslemezt is piacra dobtak. A Cramps 2009-ben feloszlott. Két tag is elhunyt 2009-ig: 2001-ben Gregory Beckerleg (Bryan Gregory), 2009-ben pedig Lux Interior. Valószínűleg a haláluk miatt oszlott fel a zenekar. 2018-ban Nick Knox dobos is elhunyt, 60 éves korában.

## Tagok
Utolsó felállás 
- Lux Interior (Erick Purkhiser) – ének, ütős hangszerek (1976-2009; 2009-ben elhunyt)
- Poison Ivy (Kristy Wallace) – gitár, teremin, basszusgitár (1976–2009)
- Harrry Drumdini (Harry Meisenheimer) – dobfelszerelés (1993–2003, 2006–2009)

## Diszkográfia

### Stúdióalbumok
- Songs the Lord Taught Us (1980)
- Psychodelic Jungle (1981)
- A Date with Elvis (1986)
- Stay Sick! (1990)
- Look Mom No Head! (1991)
- Flamejob (1994)
- Big Beat from Badsville (1997)
- Fiends of Dope Island (2003)